# Antwoordapparaat

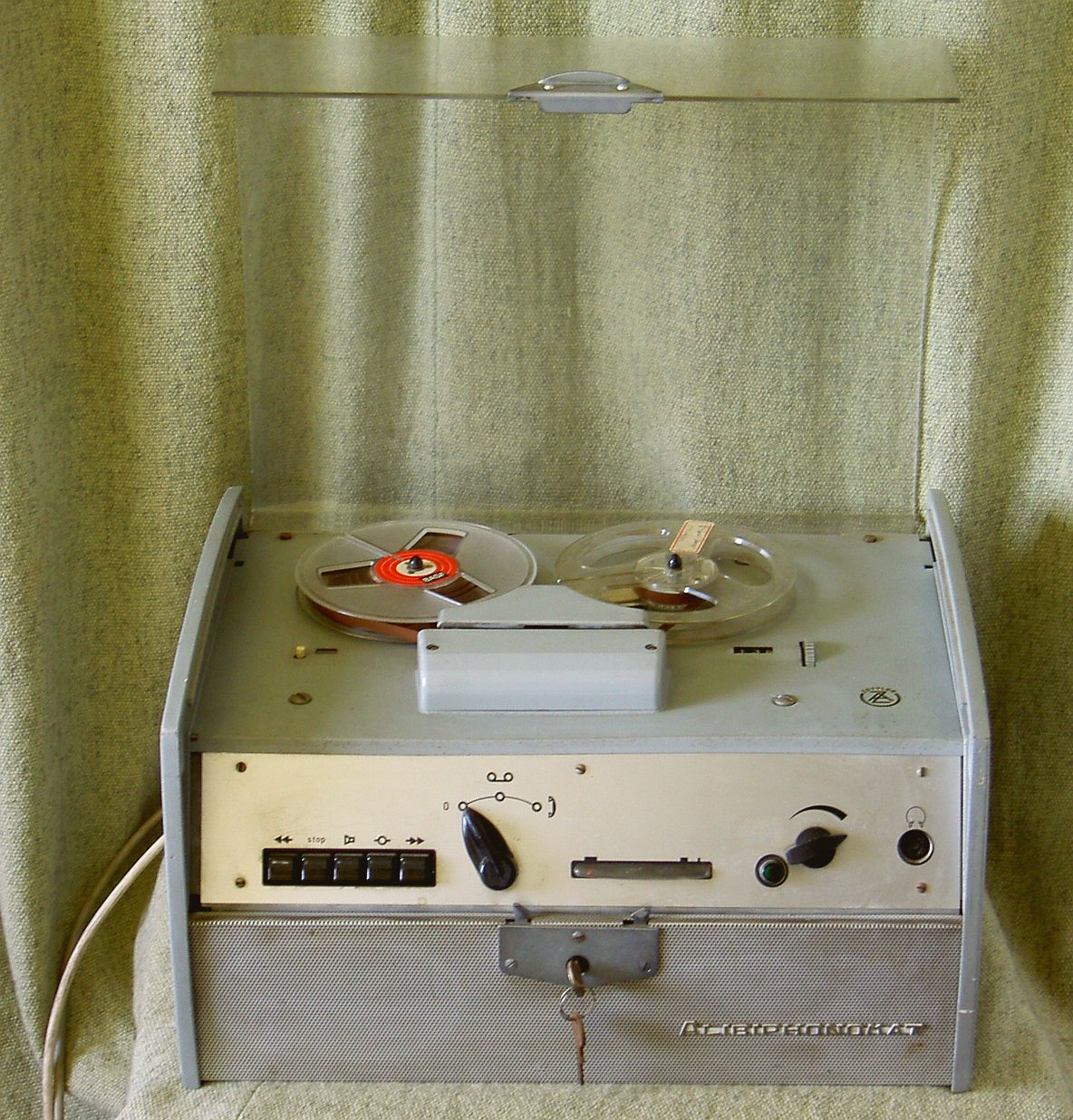
De eerste automatische telefoonbeantwoorder (1957)

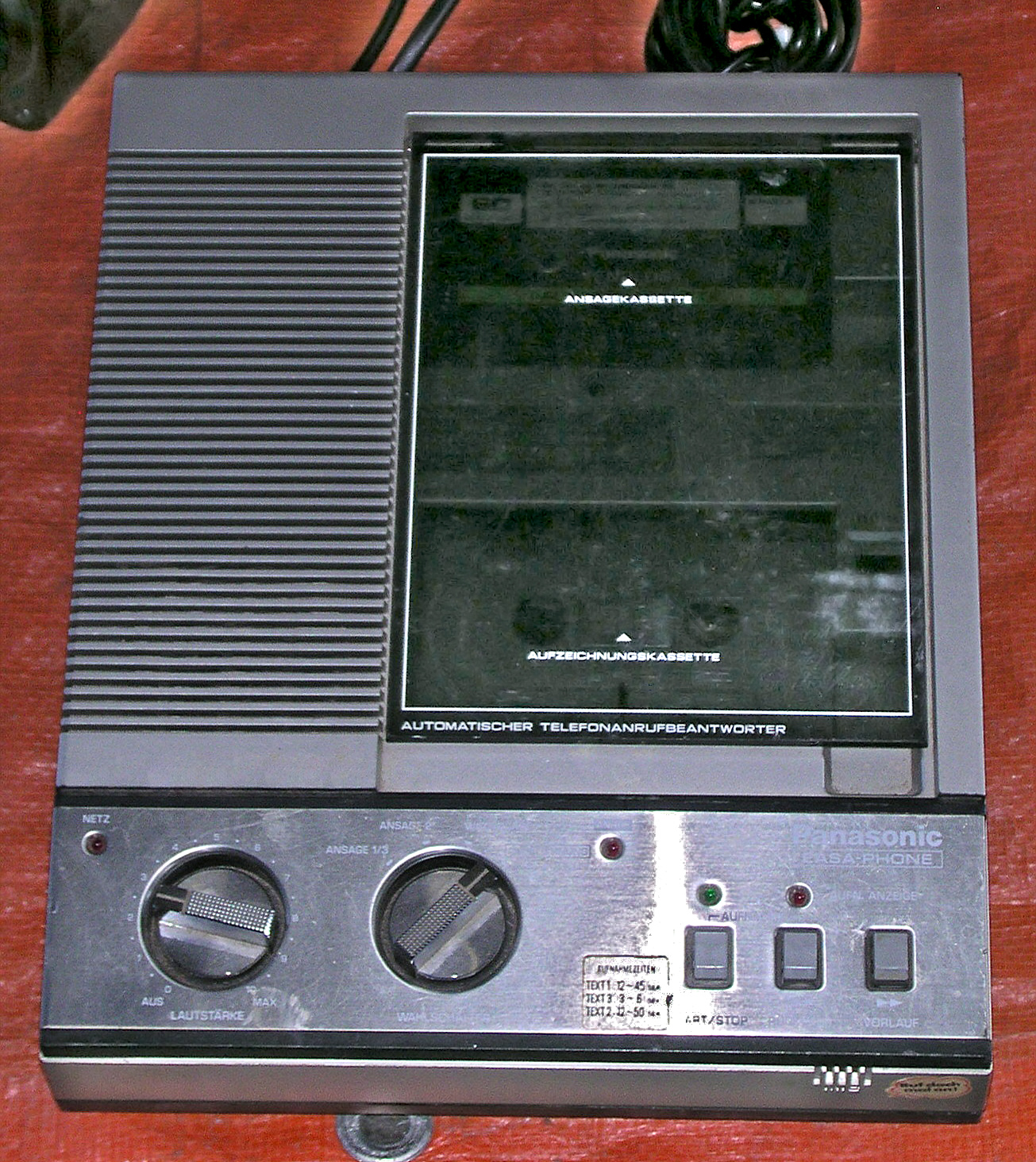
Een antwoordapparaat

Een antwoordapparaat of telefoonbeantwoorder is een apparaat dat een telefoongesprek aanneemt, als de telefoon na een vooraf ingestelde tijd niet is opgenomen. De beller krijgt dan een vooraf ingesproken tekst te horen van de gebelde dat hij of zij niet aanwezig is, en dat er meestal een bericht kan worden achter gelaten na de “piep”. Deze  pieptoon geeft aan dat wat er dan wordt gesproken wordt opgenomen. Als de beller na de piep een bericht inspreekt, kan de gebelde dit op een later tijdstip terughoren en desgewenst de beller terugbellen. Meestal wordt het bericht opgenomen op een magneetbandje, maar soms wordt het bericht ook opgenomen in een digitaal geheugen. Dit verschilt per fabrikant, en soms zelfs per type antwoordapparaat.
Antwoordapparaten voor mobiele telefoons bestaan niet, daarvoor wordt voicemail gebruikt. Voor vaste telefonie is dat ook in toenemende mate het geval.